# Principauté de Galicie
1141–1199
Entités précédentes :
- Principauté de Przemyśl
- Principauté de Terebovlia
- Principauté de Zvenyhorod

Entités suivantes :
- Royaume de Galicie-Volhynie

La principauté de Galicie (en ukrainien : Галицьке князівство) est une ancienne principauté slave issue de la Rus' de Kiev en 1141. Elle a existé jusqu'en 1199 avant d'être unie avec la Volhynie voisine au sein de la principauté de Galicie-Volhynie sous le règne de Roman Mstislavitch. La résidence des princes de Galicie était au château de Halytch sur le bassin supérieur du Dniestr, aujourd'hui en Ukraine.
Outre son territoire proprement-dit, la principauté de Galicie étendait son influence sur ses vassaux la principauté de Tourov et Pinsk, les Volochovènes et les principautés moldaves d'Onut, Soroca, Baïa et Bârlad.

## Histoire

### Galicie vers l'an mille
Après les grandes invasions, dès le VIe siècle, les Croates blancs se sont établis en Galicie et ont assimilé les tribus d'origine celtique qui les ont précédés. Selon la Chronique de Nestor, le centre de leur union tribale aurait été l'actuel village de Stilsko, près de Lviv. Au IXe siècle, Svatopluk Ier, prince de la Grande-Moravie étend son pouvoir sur les terres de la Croatie blanche. Lors de l'invasion de la Grande-Moravie par les Magyars, ils occupent en 899 Halytch. Les Slaves occidentaux, à l'ouest de la rivière San, se sont associées au royaume de Pologne sous le règne de Boleslas Ier.
En 981, le grand-prince Vladimir Ier de Kiev, issu de la dynastie des Riourikides, mène une campagne contre les Croates blancs ; probablement sans succès escompté, car il a organisé une deuxième campagne en 993 pour établir le pouvoir de la Rus' de Kiev sur les domaines de la Ruthénie rouge autour de Cherven et de Przemyśl. En 1018, Boleslas Ier récupère la Ruthénie rouge qui sera repris par la Rus’ de Kiev en 1031. Les domaines à l'ouest font encore partie de la Petite-Pologne.
En 987, le grand-prince Vladimir Ier a fondé la principauté de Volhynie (Volynsky) dans les régions conquises à l'ouest de la Rus' de Kiev ; son fils Vsevolod (de) en devient le premier prince. Après l'occupation du territoire par les forces polonaises de Bolselas Ier et la reconquête par les troupes du grand-prince Iaroslav le Sage en 1031, les fils de Iaroslav, Sviatoslav II († 1076) et Igor, régnèrent sur la Volhynie.

### Principauté de Halytch

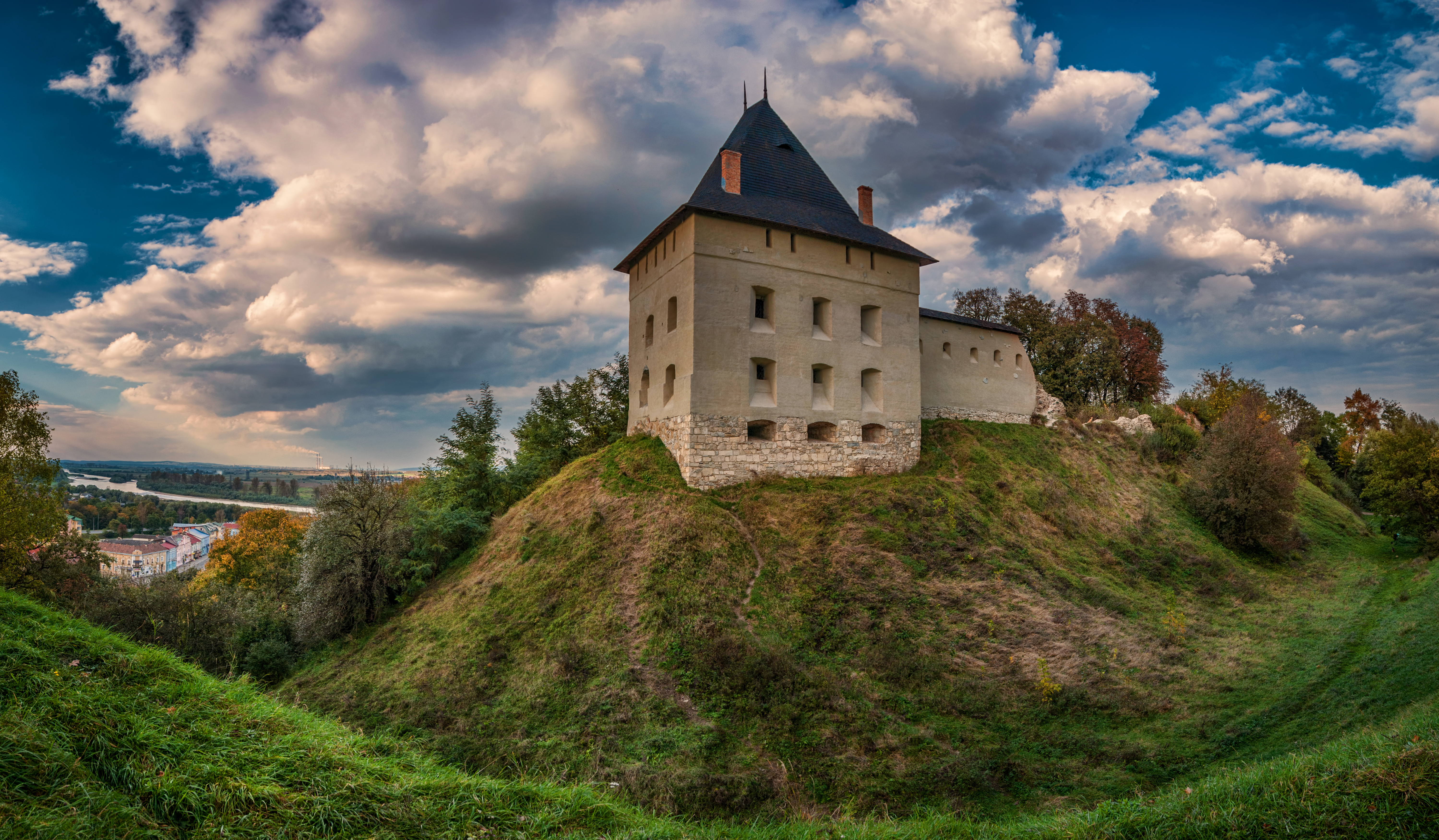
Le château de Halytch.

Vers l'an 1084, pendant le règne du prince Iaropolk de Kiev sur la Volhynie, des principautés indépendantes ont émergé à Przemyśl, Terebovlia et Zvenyhorod, dirigées par les fils du prince Rostislav de Tmoutarakan, respectivement, Riurik, Vassylko et Volodar. Alors que le grand-prince Vladimir Monomaque a consolidé l'autorité sur la Rus' de Kiev, ces principautés au sud-ouest ont pu échapper à son contrôle. En 1141, le prince Vladimirko, fils de Volodar de Zvenyhorod, les a réunies au sein d'une seule principauté et a transféré la capitale à Halytch, d'où vient le nom de Galicie (version latinisée de "Halytchyna", qui signifie en ukrainien "la terre de Halytch").
Volodimirko a combattu les princes de Kiev, en s'alliant notamment à Iouri Dolgorouki de Rostov-Souzdal, mais sa tentative d'étendre son pouvoir sur la principauté de Volhynie voisine a échoué. Après une longue campagne contre les Hongrois, menée en alliance avec l'empereur byzantin Manuel Ier Comnène, il a signé un traité de paix avec Géza II de Hongrie en 1152, en sécurisant ainsi l'indépendance de sa principauté.
À la mort de Vladimirko en 1153, il eut pour successeur son fils, Iaroslav Ier Osmomysl. Sous son règne qui a duré 35 ans, la principauté de Galicie est au sommet de son pouvoir à une période de prospérité et du développement économique. Sa zone d'influence s'est étendue sur un territoire considérable du nord des Carpates jusqu'aux bouches du Danube. Iaroslav s'était marié à Olga, une fille de son cousin le grand-prince Iouri Dolgorouki. 
Iaroslav Ier est décédé le 1er octobre 1187, en nommant Oleg, fils avec son deuxième épouse Nastia, son héritier. Après la mort du prince, des troubles commencent dans la Galicie, principalement entre ses deux fils, Oleg et Vladimir, qui se sont disputé le pouvoir à Halytch. Les boyards locaux ont chassé Oleg à qui ils ont préféré Vladimir ; toutefois le règne de celui-ci a été marqué par la débauche et l'alcool, et il a été chassé à son tour par les nobles. Oleg est revenu, mais il a été empoisonné après une courte période de règne en 1188.

### Galicie-Volhynie

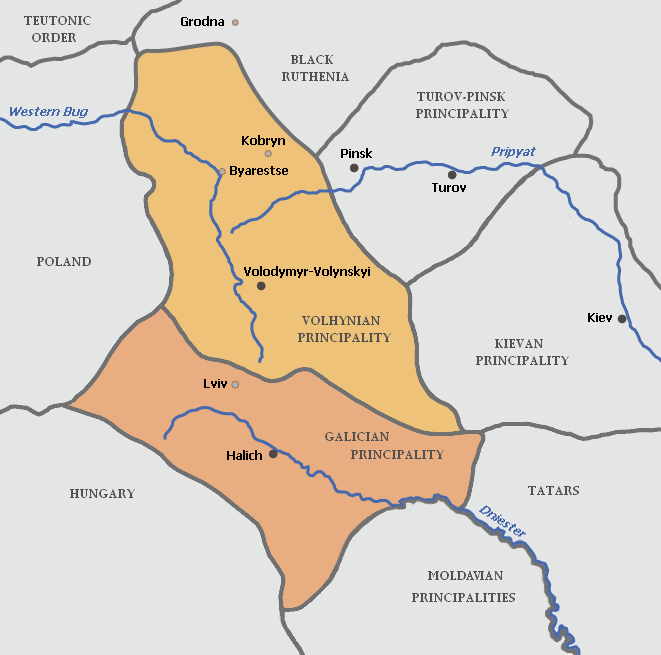
Les principautés unies de Galicie et de Volhynie.

Le prince Roman Mstislavitch, prince de Volhynie et lointain cousin de Iaroslav Ier, profite de la fuite de Vladimir à la cour du roi Béla III de Hongrie. Il obtient le soutien du souverain polonais Casimir II le Juste en échange d'une reconnaissance de vassalité, faisant une tentative avortée d’arracher la Galicie aux boyards de la Rus'. Après la mort par empoisonnement d'Oleg, Roman de Volhynie devient le nouveau prince à Halytch. Néanmoins, cet évènement a pour conséquence la levée d'une armée de Béla III de Hongrie pour tenter d'installer Vladimir sur le trône de Galicie, mais au lieu de cela, il fait proclamer son fils André à la place et Roman est obligé de fuir vers la Volhynie.
En 1188, Vladimir s’échappe de son donjon hongrois et en appelle à l’empereur Frédéric Barberousse, qui, occupé par les croisades, charge Casimir II le Juste de remettre Vladimir sur le trône. L'année suivante, Casimir envoie une armée pour accomplir sa mission et permet à la Galicie de s’affranchir de l’assujettissement hongrois et riourikide, mais perd également la suzeraineté sur cette principauté. 
Vers la fin de 1198 ou le début de 1199, Vladimir meurt, s'engageant alors une nouvelle guerre de succession, entre Hongrois, Polonais et certaines branches riourikides. En échange d'un traité de paix, de reconnaissance et d'aide envers le pouvoir du duc polonais Lech le Blanc, Roman Mstislavitch parvient avec l'aide de ce dernier à finalement prendre le pouvoir dans la Galicie. S'appuyant sur les habitants des villes, sur des boyards dévoués et sur de bonnes relations avec la dynastie polonaise des Piast, il crée la principauté double de Galicie-Volhynie dont Halytch est devenue la capitale.

## Relations avec l'Empire byzantin
La principauté de Halych entrenait des liens étroits avec l'Empire byzantin, plus étroits que ceux de toute autre principauté de la Rus de Kiev. Selon certains documents, la fille de Volodar de Przemysl, Irina, a été mariée en 1104 à Isaac, troisième fils de l'empereur byzantin Alexis Ier Comnène. Son fils, le futur empereur Andronic Ier Comnène, a vécu quelque temps à Halych et a régné sur plusieurs villes de la principauté dans les années 1164-65. Selon Bartholomé de Lucques, l'empereur byzantin Alexis III s'est réfugié à Halych après la prise de Constantinople par les croisés en 1204. La principauté d'Halych et l'Empire byzantin étaient fréquemment alliés dans la lutte contre les Coumans.